# NSB Type 8a
Als norwegische Dampflokomotivbaureihe Type 8a wurden zwei 1884 gebaute Tenderlokomotiven von Krauss & Comp. in München mit den Fabriknummern 1411 und 1412 für die Bahnstrecke Trondheim–Storlien (Merakerbanen – MB) bezeichnet.

## Geschichte
Die beiden Lokomotiven wurden mit den Betriebsnummern 58 und 59 ab 1884 auf der staatlichen Merakerbane eingesetzt. Deshalb bekamen sie als Kennzeichen ein Schild mit M.B. am Führerhaus.
1910 erhielten sie neue Ordnungsnummern, die 58 wurde 118 und die 59 wurde 119. Ab dem 1. Juli 1920 wurden sie vom Distrikt Trondheim aus eingesetzt.
Lok 8a 118 wurde schon 1928 abgestellt und am 20. Oktober 1933, 8a 119 bereits am 19. Juli 1928 ausgemustert. Beide Lokomotiven wurden verschrottet.